# Tom Rolf
Ernst Ragnar Rolf, känd som Tom Rolf, född 31 december 1931 i Adolf Fredriks församling i Stockholm, död 14 juli 2014 i Saint-Calais i Frankrike, var en svensk-amerikansk filmklippare verksam i Hollywood. 
Han var son till revyartisterna Ernst Rolf och Tutta Rolf och blev faderlös några dagar före sin ettårsdag. Han kom tidigt till USA där modern gifte om sig och Tom fick 1940 en halvsyster, skådespelaren Jill Donohue. På faderns sida hade han halvbröderna Sven-Erik Rolf, skådespelare, och Lars Rolf, konstnär, samt halvsystern Ann-Mari Strugstad Rolf.
Tom Rolf hade en mångårig karriär som filmklippare i USA, vilken började med den ökända svensk-amerikanska kalkonfilmen Rymdinvasion i Lappland (1959) som han redigerade under namnet Ernst R. Rolf. Han arbetade med produktioner som Martin Scorseses Taxi Driver (1976) och Philip Kaufmans Rätta virket (1983). För den sistnämnda belönades han med en Oscar för bästa klippning. Andra filmer han redigerade under karriären var till exempel War Games (1983), Pelikanfallet (1993), Michael Manns Heat (1995) och Mannen som kunde tala med hästar (1998).

## Filmografi i urval

### Klippning
- 1959 – Rymdinvasion i Lappland
- 1965 – Glory Guys
- 1976 – Taxi Driver
- 1977 – Svart söndag
- 1978 – Hardcore - en brutal verklighet
- 1978 – Avdelning 291 - Detroit
- 1979 – Inkräktarna
- 1980 – Heaven's Gate
- 1981 – Gengångare
- 1982 – Bödelns sång
- 1983 – War Games
- 1983 – Rätta virket
- 1984 – Som en tjuv om natten
- 1986 – 9 ½ vecka
- 1987 – Spanarna
- 1987 – Par i damer
- 1989 – Black Rain
- 1990 – Jacobs inferno
- 1992 – Sneakers
- 1993 – Pelikanfallet
- 1993 – Mr. Jones
- 1995 – Heat
- 1995 – Farliga sinnen
- 1997 – En fiende ibland oss
- 1998 – Mannen som kunde tala med hästar
- 2002 – Windtalkers